# トルネコの大冒険 不思議のダンジョン
- ドラゴンクエストシリーズ > トルネコの大冒険シリーズ > トルネコの大冒険 不思議のダンジョン
- 不思議のダンジョンシリーズ > トルネコの大冒険シリーズ > トルネコの大冒険 不思議のダンジョン

『トルネコの大冒険 不思議のダンジョン』（トルネコのだいぼうけん ふしぎのダンジョン）は、1993年9月19日にスーパーファミコン（以下SFC）用としてチュンソフトから発売（北米未発売）されたゲームソフト。ジャンルはダンジョンRPG（ローグライクゲーム）。
『ドラゴンクエストシリーズ』（1986年 - ）の外伝的作品である。

## 概要
『ドラゴンクエストIV 導かれし者たち』（1990年）に登場した武器商人トルネコの後日譚である。敵キャラクターはドラゴンクエストシリーズに登場したモンスターたちであり、同シリーズに登場したアイテムや呪文も登場するなど、同シリーズの世界設定を踏襲している。キャッチコピーは「1000回遊べるRPG」。
本作はチュンソフトの『不思議のダンジョン』シリーズの第1作であり、後に同じシステムを使用した続編として、作品世界を一新しオリジナルキャラクターを使った『不思議のダンジョン2 風来のシレン』（1995年）が発売され、そちらは後に『風来のシレン』シリーズとして独自の道を歩むことになった。
また、上記とは別に本作のストーリーの流れを汲む『トルネコの大冒険』シリーズの続編としても、『ドラゴンクエストキャラクターズ トルネコの大冒険2 不思議のダンジョン』（1999年）、『ドラゴンクエストキャラクターズ トルネコの大冒険3 不思議のダンジョン』（2002年）が発売された。『トルネコの大冒険』シリーズのダンジョン内の楽曲は全て、『ドラゴンクエストIV』で登場したトルネコのテーマ「武器商人トルネコ」のアレンジで構成されている。また、トルネコの出演を引き継いだ『ドラゴンクエスト 少年ヤンガスと不思議のダンジョン』（2006年）が発売された。

## ゲーム内容

### システム
ゲームシステムの基礎は『ローグ』（1980年）を踏襲したものである。以下の要素についてはシリーズ全作品で共通の事項である。
ターン制度
プレイヤーキャラクター（トルネコ）を先手として、なにかしらの行動をすると敵も行動する。ここでの行動とは、移動・攻撃・道具の使用を指す。そのため、一切操作しなければ、ターンは進まない。敵モンスターにより1度のターンで2回行動する特性を持つものや、道具の効果で一時的に1度のターンで2回行動するようになったり、逆に2ターンに1度しか行動できなくなる場合もある。また、体力はターンを経過させると徐々に回復する。また、同じフロアに居続けるとやがて地震が発生し、強制的にひとつ下のフロア（次の階層）に落とされてしまう（シリーズ第1作目のみ。第2作目・第3作目では突風に吹き飛ばされて倒れる）。
アイテム
所持できる道具は最大20個。ダンジョン内のいたるところにアイテムが落ちている。特定の階に特定のアイテムが必ず落ちている場合もあるが、基本的にはどこに、なにが落ちているかはランダムであり、何を拾い、どれを捨てるかといった取捨選択が重要な戦略となる。識別されておらず不確定名で入手するアイテムもあり、これらは判別するか実際に使わないと正体不明である。
満腹度
トルネコには満腹度が設定されており、なにかしらの行動を取ると（ターンが経過すると）満腹度が下がる。通常はターンが経過すれば体力は回復するが、満腹度が無くなると逆に体力が減って行き、最終的に力尽きる。食料アイテムとしてパンが3種類あり、食べると満腹度を回復できる。パンに加え、草を飲むことでも5%満腹度を回復できる。満腹度の減少を半減する「皮の盾」、逆に早くするアイテム「ハラペコの指輪」がある他、満腹度の減少を完全に防ぐ「ハラヘラズの指輪」もある。

### アイテム
装備して効果を発揮する「武器」「盾」「指輪」の他、「飲む」「読む」などの行動をとると効果を発揮するもの、その他ゴールドやイベントアイテムがある。各アイテムは「投げる」と前方に投げることが可能で、敵に投げつけて当たった場合、そのアイテムは消滅するが、その敵にダメージを与えることができる（敵に当たらなかった場合は地面に落ちる）。また「置く」ことでその場に置くことができる。投げて落ちたものや置いたものはあとで回収することもできる（一部を除く）。装備品にはランダムで「呪い」がかかっているものがある。装備品の効果は呪いの有無にかかわらず同一であるが、呪われた装備品を装備した場合、「シャナクの巻物」などで呪いを解かない限り外せなくなる。
パン
食べると満腹度が回復する。
種
能力の強化をしつつ、さらに満腹度が5％回復する。
草
飲むとトルネコ自身に対して効果を発揮し、相手に投げるとそのモンスターに対して効果を発揮する。また飲むと満腹度が5％回復する。
巻物
読むと特定の魔法効果を発揮し、使用後に消滅する消耗品。広範囲に有利な効果を及ぼしたり、所持アイテムに作用する効果を持つものが多い。
なお、呪いを解く巻物の装備品への解呪効果は一時的なものであり、店に持ち帰ると呪いは復活する。指輪のみ、持ち帰ってもどくろマークがつかないが、倉庫にしまってからダンジョンに持ち込んで装備すると再度呪われる。完全に解呪したい場合、「盾」は解呪後にスカラの巻物で修正値を0以上にあげる必要があり、修正値が存在する「ちからの指輪」はパルプンテの巻物の「修正値＋３」効果でマイナス表示を消し去る必要がある。
指輪
装備すると特殊効果を発揮する。外すと効果は発揮されない。武器・盾と同じく、複数の指輪を所持していても、1つの指輪しか装備できない。
指輪にはマイナス効果がある物も多い。また、武器や盾とは異なり装備するだけでは識別されないため、「インパスの巻物」を使うか、装備中の状態から効果を推測する必要がある。
杖
振ると一直線上に魔法が飛び、モンスターに当たると杖に応じた効果を発揮する。射程は無限で、モンスターに当たれば確実に効果を発揮する。効果は「ダメージを与える」「眠らせる」「特殊動作を封じる」など様々である。ただしトルネコにとって不利な効果を発揮する杖もあり、「もっと不思議のダンジョン」ではその傾向が強くなっている。
杖には使用可能な「回数」が設定されており、1回振るごとに回数が減少して、0になると振っても魔法が飛ばなくなる。杖本体を投げつけモンスターに当たれば杖は消滅するが、振ったのと同じ効果を発揮する。
初期状態での回数はランダムで3-8ほどと差がある（一部の種類の杖は初期状態では必ず0になっている）。特定のアイテム使用で回数を増やすことが可能。
武器
装備すると攻撃力が上昇し、モンスターに攻撃した際のダメージが上がる。特殊効果を持つ武器は「ドラゴンキラー」のみで、本作において最も基本攻撃力が高いのは「正義のソロバン」である。拾った時点で武器の名称は判明しているが、呪いの有無や攻撃力の数値は不確定で、装備するかインパスの巻物を使うことで判別できる。
拾った時点で基本攻撃力より1-3ポイント高いことがある。呪われている武器は必ず修正値が-1である。これらのポイントは「こんぼう+3」「銅の剣-1」といった形で表される。
「バイキルトの巻物」を使用すると、装備している武器の攻撃力を1ポイント強化できる（呪われている場合は同時に呪いが解ける）。最大+99まで。
武器を敵に投げつけると、武器の攻撃力に応じて高い値のダメージを与えることができる。
盾
装備すると防御力が上昇し、モンスターからの攻撃ダメージを減少させる。特殊効果を持つ物が多く、「腹が減りにくい」「毒を跳ね返す」「さびない」「炎のダメージを半減させる」などの効果を持つ盾がある。拾った時点での呪いの有無・防御力の数値が不確定なのは武器と同様。
「スカラの巻物」を使用すれば、装備している盾の守備力を1ポイント強化できる（呪われている場合は同時に呪いが解ける）。最大+99まで。
罠の一つ「熱い酸」を浴びるか、モンスターの「くさったしたい」から「くさった液」を吐かれると、その度に装備している盾がさび、守備力が1ポイント減少する。「メッキの巻物」を使うと盾がメッキされさびなくなる。また、盾によっては元々さびない材質の盾もある。装備していない盾は熱い酸やくさった液を受けてもさびない。
盾を敵に投げつけると、盾の防御力に応じて高い値のダメージを与えることができる。
矢
遠距離攻撃ができ、一直線上に矢が飛んでいく。装備している矢はLボタンを押すことで射ることができるが、コマンドを開き1本ずつ射ることも可能。「木」「鉄」「銀」の3種類の矢があり、それぞれ99本までまとめて所持可能（同じ種類の矢は拾った時点で一つにまとめられ、100本目以上は消滅する）。射るごとに1本ずつ消費していく消耗品である。攻撃力は矢ごとに固定されており、武器と違い攻撃力アップの方法・呪いはない。
矢を含むアイテム投擲の射程は10マスで、10マス分飛んだり、壁や障害物に当たったり、敵に到達したが外れたりした場合、投げたアイテムはその場に落ちる。「銀の矢」のみ敵や壁などの障害物を貫通（これにより一列に並んだ敵にまとめてダメージを与えられる）して必ず10マス飛び、10マス分飛んだ後はそのまま消滅する。
落下地点と周囲8マスが壁・アイテム・罠で埋めつくされて落ちる余地がない場合、「地面に落ちて使い物にならなくなった」と表示され消滅する。また、矢の発射及びアイテムの投擲については混乱状態の影響を受けない。
その他
ゴールドやストーリー進行に関するもの、「鉄の金庫」などが該当する。

## 仕掛け

### ワナ
ダンジョンの床には様々なワナが配置されている。隠された状態で存在し、ワナのある床をトルネコが踏んだ瞬間に可視状態となると共に様々な障害が発動する。明かされたワナの床には以降トラップが表示され、以後、踏むたび発動する。ときどきワナを踏んでも作動しないことがあるが、踏み直すと発動する。ワナは基本的にトルネコだけに作用すし、モンスターがワナのある床を踏んでもワナは明らかにならず発動させることもない。また、トルネコが発動させたワナの障害の余波がモンスターに及ぶことはなく、トルネコのみ影響を受ける。例外として「地雷の爆風」のみモンスターにも影響する。
「ワナ抜けの指輪」を装備していると、装備中すべてのワナが無効化される。敵のいない場所に向かって攻撃した場合、その場所の床にワナがあれば、ワナが露出する。「レミーラの巻物」を使用すると、その階層全てのワナが表示される。またワナのある床にはアイテムを置けないので、投げつけたアイテムが床に落ちた際、本来落ちる床のマスからずれた位置に落ちた場合、ワナの有無を推測できる。
- 地雷

踏むとHPが半分になる。周囲1マス以内に敵キャラクターがいた場合は敵は消滅するが、経験値はもらえない。周囲にアイテムがあった場合、そのアイテムも消える。HPが1のときに踏むと倒れてしまう（ランキングには「地雷を踏み爆発する」と表示される）。
- 矢

スイッチを踏むと背後から矢が飛んできて、少量のダメージを受ける。装備する盾の守備力により、ダメージの数値が変化する。背後にモンスターがいても矢は必ずトルネコに当たる。
- 毒矢

スイッチを踏むと毒矢が飛んできて、少量のダメージを受け、力が1ポイント低下する。装備する盾の守備力により、ダメージの数値が変化する。「うろこの盾」を装備していても毒は防げないが、「毒けしの指輪」を装備していればダメージは受けても毒は防げる。
- 落とし穴

一つ下のフロアに落下し少量のダメージを受ける。瀕死状態だった場合は、落とし穴のダメージで力尽きるケースもある。装備する盾の守備力により、ダメージの数値は変化する。
その階で得られるアイテムやゴールド、経験値を獲得し損ねてしまうが、強力なモンスターに追われた場合など、わざと落とし穴に落ちることで回避するなどの戦略もとれる。
- 石ころ

踏みつけると進行方向に向かって転倒し、所持アイテムをランダムでいくつか落とす（装備しているアイテムは落とさない）。転んだ先が広い床面である場合、多数のアイテムをばら撒くように落とす。転んだ先が壁面や通路である場合は何も落とさない。「転ばぬ先の杖」を所持していれば、踏んでも転ばない。
敵が周囲に多数いる状態で落とすと回収の手間で隙が生じるほか、「聖域の巻物」を落としてしまうと床に張り付いて回収できなくなってしまう。結局は、聖域の巻物を不用意に落とさせるためのワナと言ってよい。聖域の巻物を持っているときは、「ワナ抜けの指輪」を装備するか、「転ばぬ先の杖」を合わせて持っておきたい。また、幸せの箱や奇妙な箱を取った帰り道で、石ころで転倒して箱を落としてしまい、拾いに行こうと進んだ先に落とし穴もあって落ちてしまい、また箱を取りに行くことになるというワナの合わせ技のパターンもある。
転んでアイテムを落とした先にモンスターがいても、アイテムがモンスターに当たって消滅することはなく、モンスターの足下に落ちている状態になる。
- 硫酸

地面から熱い酸が噴出し、装備している盾がさび付く（守備力1ポイント低下）。メッキされた盾や錆びない盾を装備している場合や、盾を装備していない時は影響なし。
- ワープゾーン

踏むとトルネコが同フロア内の別地点へワープするがダメージは受けない。ワープする場所は不定だが、必ず別の部屋にワープし、通路内や迷路内にはワープしない。基本的には別の部屋にワープするが、部屋が1つしかない構成の場合は同じ部屋の別の場所にワープする。きめんどうしにバシルーラを唱えられるか、「ルーラ草」を飲むのと全く同じ効果と考えてよい。
落とし穴と同じく、強力なモンスターに追われた場合にわざとワープゾーンに入って回避する手もあるが、ワープした先で強力な敵に遭遇したり、モンスターハウスに飛び込んでしまったりするリスクもある。
- 睡眠ガス

踏むとトルネコが眠り、5ターン行動不能になる。攻撃されても5ターンは絶対に起きない。まどうしにラリホーを唱えられたり、「ラリホー草」を飲んだりしたときと同じ効果である。「眠らずの指輪」を装備していれば影響なし。
- トラばさみ

踏むと挟まれ、数ターンその場から移動できない。身体の向きの変更、攻撃、アイテム使用など「移動以外の行動」は可能。その場から移動しようとする行動だけでなく、アイテムを使ったり隣にいるモンスターを攻撃したりなどの行動をしていても数ターン後に移動できるようになる。

### モンスターハウス
1つの部屋に多数のモンスターが詰めており、トルネコが中に入ると全てのモンスターが目を覚まし襲ってくる。モンスターハウスに入ると専用BGMに変わり、「地獄耳の巻物」を読んだ時と同じようにフロア内のモンスターの位置がマップに表示されるようになる。モンスターの位置が分かるようになることで、その時点でアイテムや階段に化けていたミミックが姿を現し、シャドーの姿が見えるようになる。
一度に多数のモンスターと連続で戦闘する状態になり、周囲を囲まれて逃げ場を失う可能性も高くなるため、レベルが低く、装備やアイテムが貧弱な状態では一気に倒されてしまう可能性が高くなる。通常、トルネコが攻撃するまで行動しないモンスターや、行動や待機状態に特異性のあるモンスターも、モンスターハウス内にトルネコが踏み込めば無条件に目を覚まして襲ってくる。もっと不思議のダンジョンでは、「とうぞくの指輪」を装備しているとモンスターハウスに入ってもモンスターたちは目覚めないままである（攻撃すれば目を覚ます）。
モンスターハウスの部屋の作りにはあらかじめ決まったパターンがあり、1フロア丸ごとモンスターハウスとなる場合や一本の通路で繋がった大きな2つの部屋の片方にモンスターが集まっている場合、フロアの一部の小部屋にモンスターが集まっているなどがある。
モンスターハウスには通常よりも多くのアイテムやゴールドが落ちているが、ワナも大量に配置されており、ハイリスクハイリターンとなっている。ただし、箱を取った帰りでのモンスターハウスでは、モンスターやワナは多数あってもアイテムは一切落ちていない。
上層階では、イオの巻物を所持していれば攻略が楽になる。

### 地震
1つの階層に長く留まりプレイし続けると、やがて地震が発生する。
地震は3段階で、「弱い揺れの地震」「やや強い揺れの地震」「地割れが発生するかなり強い地震」の順で発生する。1回目・2回目の地震発生時はトルネコは何の影響も受けないが、3回目の地震では地割れが発生してトルネコが飲み込まれ、階下に強制的に落とされる（周囲のアイテムやモンスターは下に落ちない）。地震で下の階に落ちた際にダメージは全くない。
攻略本や攻略サイトなどでは、「1つの階層に長く留まることを阻止してゲームバランスを保つため」「リプレイ機能のデータ保存を維持するための制限策」などと解説されている。特にリプレイや中断後の再開時、その階層での行動を全て読み出すので長く留まった状態から中断・再開した場合には読み込みに長い時間がかかる上、不正確にデータが読み出される場合もある。

## 設定

### ストーリー
レイクナバに住む武器屋トルネコ。彼は武器屋の雇われだったが、一つの夢があった。自分の店を持ちその店を世界一にすること。トルネコは旅に出て、鉄の金庫を探したり、ボンモールへ行ったりと様々な仕事をこなし、ついにエンドールに店を持つ。妻ネネの働きもあり、トルネコの店は大繁盛。そんな折、トルネコは「不思議なダンジョンには誰も見たことも無いようなすごいお宝が眠っているらしい」という噂を耳にする。
トルネコはこれを聞いて不思議のダンジョンに行ってみたいと思うが、店や家族のことを考えると悩んでしまう。妻のネネはそんなトルネコに理解を示し、不思議なダンジョンに行くことを決定する。トルネコと妻のネネ、息子のポポロは海を渡り、山を越え、何年も旅を続け、ついに不思議のダンジョンにたどり着く。
不思議のダンジョンの近くにある新たな村の一本の大樹のそばにトルネコは店を構える。
この国の王様から不思議のダンジョン探索の許可を得ようとするが、王様は危険だと首を縦に振らない。しかしトルネコは引き下がらず、王様は「ちょっと不思議のダンジョン」から宝石箱を取って帰れたら許可を出すと約束する。トルネコは王様の宝石箱を持ち帰り、不思議のダンジョン探索の許可を得る。
許可を得ることに成功したトルネコはさっそく不思議のダンジョンへ挑戦を始め、冒険を繰り返し持ち帰ったアイテムを売って得た収入で徐々に自分の店を大きくしていく。そしてついにダンジョンの最奥に眠る噂の宝「しあわせの箱」を持ち帰ることに成功する。持ち帰って箱を開けてみると、ささやかなメロディが流れ出す。しあわせの箱の正体はオルゴールだった。トルネコの家に箱は飾られ、その美しい調べを聞いたトルネコ一家はもちろん、村の人々や王様たちもみんなしあわせな心持になっていく。こうして、トルネコは不思議のダンジョンに眠る宝物を手に入れるという目標を無事叶え、みんなで幸せになった。
物語はここで完結し、その後は「もっと不思議のダンジョン」への挑戦に続いていく。

### 舞台

#### ちょっと不思議のダンジョン
最初に挑むダンジョン。王様からの依頼を受け挑むことになり、地下10階にある「王様の宝石箱」を入手し生還するとクリアとなる。クリアすると王様から許可が得られ、不思議のダンジョンに挑戦できるようになる。
いわゆるチュートリアル用のダンジョンとなっており、以降に挑戦できる「不思議のダンジョン」と比べて以下の違いが存在する。
- プレイ中に操作に関わるアドバイスのメッセージが多く表示されるようになっている、
- 地下10階までしかなく、地下10階には下に降りる階段がないため、それより下に降りることはできない。
- 長く滞在すると地震で落ちるが、どんなに落ちても10階のままである。
- 登場するアイテムや敵も「不思議なダンジョン」よりも少なく罠も浅い階層では出てこない

20回失敗すると、21回目以降の挑戦では王様から毎回「はぐれメタルの剣」と「はぐれメタルの盾」が貸与される。30回失敗すると王様から努力が認められ、クリアしたことになり不思議のダンジョンに進む。
クリア後は二度とプレイできない。

#### 不思議のダンジョン
本作品のメインとなるダンジョンで、目的は以下の2つである。
1. ゴールドを貯めて自分の店舗を成長させていく[1]。
2. 地下27階にある「幸せの箱」を獲得し持ち帰る[1]。

ダンジョンで稼いだゴールド（スコア）を資金とし、探索を繰り返しゴールドを累積させることで、トルネコの店と村が次第に発展する。「鉄の金庫」を所持していない状態でダンジョン内で倒れた場合はその時点で所持しているゴールドの半額が、「鉄の金庫」を所持している状態で倒れた場合はその時点で所持しているゴールドの全額が、「リレミトの巻物」で地上に生還した場合はその時点で所持しているゴールドの全額とアイテムの売価が資金として貯められ、所定の額になると店が成長する。
店の成長は「お店が大きくなるまで○○ゴールドが必要」という形態で表示され、店が大きくなるごとに必要資金の額も増額する。途中の段階で「倉庫」が登場し、アイテムの保管・持ち出しが可能となる。「倉庫」にも成長段階があり、店舗が発展すると保管個数・持ち出し個数が増える。同じ武器・盾を倉庫に保管して繰り返し使用し、「バイキルトの巻物」「スカラの巻物」を何度も使用すると、強力な武器・盾を育成できる。
また店舗の育成過程においては、さまざまなキャラクターが登場し、ゲームの攻略に関わるメッセージや、ダジャレ、逆さま言葉などの愉快なメッセージが多数ある。『ドラゴンクエストIV』ではサブキャラクターだが、本作品では主人公であるため、トルネコを題材とした愉快なメッセージも多い。
ダンジョンでは地下99階まで降りることができ、地下10階に「鉄の金庫」、地下20階に「リレミトの巻物」、地下27階以降に「幸せの箱」が必ず存在する。地下3階以降には、罠やモンスターハウスが出現するようになる。店舗が最終段階まで成長していなくても、地下27階まで降りれば「幸せの箱」を獲得できる。
「幸せの箱」を入手して無事生還すると、クリアとなる（その後スタッフロールが流れて、本作品におけるエンディングのような演出があるが、クリア時所持していたアイテムはすべて消失してしまい、自分が今まで強化した武器・盾もなくなってしまう）。クリア後のセーブデータには「幸せの箱」を獲得した証であるアイコンが表示され、発売当時、このアイコンがある状態の画面写真をチュンソフトに送付することで、順位ナンバーが刻印された認定証が先着3000名にプレゼントされた。この「早解きキャンペーン」も、後のシリーズの定番となっている。
店を成長させるシステムは、プロデューサーの中村光一がドラゴンクエストシリーズのゲームデザイナーの堀井雄二に製作途上の本作を見せた際、堀井から提案されたもので、画面中にプレイした結果が少しでも何か残るようにするため採用された。

#### もっと不思議のダンジョン
「不思議のダンジョン」クリア後、店に置かれている「幸せの箱」を開けると探索が可能になる。本作品中、最後で最も難易度が高いダンジョンである。
- 「ちょっと不思議のダンジョン」「不思議のダンジョン」では杖・指輪が判別できない不確定アイテムとなっているが、もっと不思議のダンジョンではさらに草・巻物も不確定アイテムとなっている。なお草・巻物は一度使うと判別される。
- 登場アイテムが「不思議のダンジョン」と異なる。一部の便利なアイテムが登場しなくなった一方、全く利点のないマイナスアイテムも多数登場し、難易度を高めている。「とうぞくの指輪」「人形よけの指輪」「ザキの杖」など、非常に冒険が有利になる本ダンジョンだけのオリジナルアイテムもあり、性質や用途の特殊性が高い「パルプンテの巻物」も登場する。
- 倉庫からの持ち出しができない。倉庫から持ちだすこと自体は可能だが、ダンジョンに入ると持ち出した物は自動的に倉庫に戻される。無事生還した際に、持ち帰ったアイテムを保管することは可能。
- 地下30階以降に「奇妙な箱」が落ちており[1]、これを持ち帰ると自分の村に浴場ができる。これにて自分の村の店舗育成の最高に達し、これ以上の成長はない。また、「幸せの箱」と同様、セーブデータにアイコンが表示される。
- 地下99階まで降りることができる。

店にある「幸せの箱」は開けた後に再び閉じることも可能。開けた状態でダンジョンに降りると「もっと不思議のダンジョン」となり、閉じた状態でダンジョンに降りると「不思議のダンジョン」となる。「もっと不思議のダンジョン」を探索後に持ち帰ったアイテムを倉庫に保管すれば、「不思議のダンジョン」内にて「もっと不思議のダンジョン」オリジナルのアイテムを持ち出してプレイすることができる。
「不思議のダンジョン」「もっと不思議のダンジョン」ともに、地下99階に「さいごの巻物」が落ちている。これはストーリー展開に関わる重要アイテムではなく、プレイ達成度への賞賛の要素が高い。また、「もっと不思議のダンジョン」の地下50階のみ、「証明の巻物」が落ちている。こちらも役割は「さいごの巻物」と同様だが、「幸せの箱」と同じく、「証明の巻物」を持ち帰った画面写真を送付すると、チュンソフトからクリア認定証をプレゼントされていた。
また、後続の「風来のシレン」シリーズや続編の「トルネコの大冒険2」以降は記録をコピーまたはメモリーカードで記録をコピー操作することで、失敗した場合でも途中からやり直すことが可能となったが、初代の「トルネコの大冒険」のみこの機能はなく、どれだけ強いアイテムを揃えていても失敗すれば全てのアイテムは無くなってしまうシビアさがあった。

## 登場人物

### メインキャラクター
トルネコ
本作の主人公。世界一の武器屋になるという夢を持っている中年男性。不思議のダンジョンの話を聞き、家族と共に旅に出る。
ネネ
トルネコの妻。トルネコに代わって店を仕切る。出かける夫に渡す大きなパンには愛情がこもっている。
FC版ドラゴンクエストIVの関連書籍では金髪ショートヘアの中年女性の容姿であったが、本作より、茶色のロングヘアの若い女性の容姿に変更された。
ポポロ
トルネコとネネの子供。後に別館の裏にダンジョンを作りたいという彼の行為が人々を幸せにする。
FC版ドラゴンクエストIVでは名前がなかったが、本作より名前が与えられた。

### サブキャラクター
王様
赤いマントを羽織った国王。陽気で親しみやすく、色々なアドバイスを教えてくれる。開店後は時々変装して様子を見に来る。
王子
羽つきベレー帽を被っている若い王子。道具全般について知っていることを全て教えてくれる。
大臣
禿頭が特徴的な大臣。適切なアドバイスを王様に代わって説明してくれる。
物知り青年
お得な情報を何でも知って教えてくれる。
無気味な青年
経験談で得た草や杖の事を知って教えてくれる。
マギー
店によく薬草を買いに来てくれるおばあさん。鉄の金庫の事を教えてくれるほか、後に店の手伝いもしてくれる。
ゴン
別館で武器と防具の店を仕切る黒髪の男。
ルル
マギーの孫。ポポロの友達で、後に彼が別館の裏にダンジョンを作る際に協力する。

## モンスター
『ドラゴンクエスト』（1986年）から『IV』の作品中に初登場したモンスターが使用され、『ドラゴンクエストIV』のキャラクターであるトルネコが、『IV』以外の作品のモンスターとも闘うことになった。個々のモンスターの能力は原作の内容を踏襲・考慮しつつも、本作品向けに特殊アレンジされたものも多い。
記載の「特殊能力」は全て「封印の杖」を使い無効化でき、トルネコをまっすぐに追って攻撃する以外の行動を取れなくなる。また、「めつぶし草」を投げて当てると、直進および正面に攻撃することしかできなくなり、ほとんどの特殊能力は使わなくなる。
モンスターの特性は兄弟作である『風来のシレン』にも受け継がれている。
スライム
特殊能力：なし
他のドラゴンクエストシリーズと同様、本作品でも最弱のモンスター。経験値は、全モンスターで唯一の1と最低値。出現する階層は1階から3階までで、登場する機会はモンスターの中で最も少ない。
おおなめくじ
特殊能力：なし
スライムより多少高いパラメータを持つ程度のモンスター。経験値2のゴーストのほうが脅威だが、経験値を3獲得できる。
ドラキー
特殊能力：不確定な動作
ふらふらと不規則に動きながら接近して攻撃してくる。トルネコと隣接していても、攻撃せずに他の場所に移動することもある。
ゴースト
特殊能力：2倍の速度で移動
2倍の速度で移動する（1ターンで2回分の行動ができる）。通常速度で逃げようとしても、追いつかれて攻撃を加えられる。ただし、トルネコと隣接していても攻撃は1回のみで2回連続攻撃はしてこない。
トルネコがレベル1の段階では最も脅威と言えるモンスターだが、HPが少ないのでレベル2になればグッと倒しやすくなる。「薬草」「弟切草」を投げつけると一撃で倒せる。
ももんじゃ
特殊能力：なし
上記のモンスターたちより、HP・攻撃力が多少高い。また、ダンジョン内で力尽きたトルネコを外まで運び出す役割をしている。
リリパット
特殊能力：木の矢を放つ
遠距離から木の矢を放ち攻撃してくる。近接していても、必ず木の矢で攻撃してくる。トルネコとリリパットが同じ直線上に位置する場合は、接近せずに矢を放ってダメージを一方的に与えてくることもある。「聖域の巻物」に乗っていても、矢の攻撃は防げない。放った矢が誰にも当たらない場合や壁や石像に当たった場合は、アイテムとして床に落ちるのでトルネコが拾って使うことができる。「封印の杖」を振ると、矢を撃たなくなり隣接から体当たり攻撃をしてくる。
トルネコとリリパットの間に別のモンスターがいる場合でも矢を放つため、間にいるモンスターがダメージを受けることもある。それによりモンスターがやられた場合、リリパットに経験値が入ってレベルアップする場合がある。なお、モンスターの同士討ちのときは、トルネコの攻撃力に依存したダメージが与えられる。
まどうし
特殊能力：ラリホーを唱える
普段は瞑想にふけて眠り続けており、トルネコが横を通っても自分から目覚めることはない。ただし、トルネコが攻撃すると目覚めて攻撃してくる。また、トルネコがモンスターハウスに入ると、その時点でその部屋にいるまどうしはすべて目覚める。ラリホーを唱えられると、トルネコは5ターン眠り続けて行動ができなくなる。眠っている間は攻撃を受けても眠りから覚めることはないため、起きたとたんにまたラリホーを唱えられると何もできないまま力尽きてしまうこともありうる。攻撃力が低い内は「火炎草」や「いかずちの杖」があれば脅威はない。
地下2階から登場し、HPと攻撃力は出現階では高めなので無理に手を出す必要はないが、序盤のモンスターとしては経験値が多くてアイテムを落とす確率が高め（約1/3）。
おばけキノコ
特殊能力：毒を吐く
通常攻撃のほか、ときどき毒を吐いてくる。毒を吐かれるとダメージは受けないが、「ちから」が1ポイント下がる。「うろこの盾」または「毒消しの指輪」を装備していると毒を防げる。ちからが下がると、ダメージを与える数値が下がって戦力低下に繋がる。下がったちからは、「毒消し草」を飲めば限界値まで一気に全回復できる。なお、「毒消し草」をおばけキノコに投げつけた場合は、一撃で倒せる50ダメージを付与できる（ちからの種は50ダメージ付与の効果はない）。
スモールグール
特殊能力：分裂する
攻撃すると分裂することがあり（攻撃が外れても分裂することがある）、分裂した場合もそのまま同じターンで攻撃してくる。むやみに攻撃し続けると分裂を繰り返して個体を増殖させてしまい、周囲を囲まれやすくなるが、聖域の巻物を足元に置けば分裂能力を逆手に取って攻撃力が低い内は無難に経験値稼ぎができる。リリパットの矢で攻撃された場合も分裂する。分裂はスモールグールの周囲1マスが空いていることが条件なので、狭い通路で戦えば分裂を1回までに抑えることができるが、通路の曲がり角だとトルネコの横側に分裂されて挟み撃ちになってしまうため注意。
ミイラおとこ
特殊能力：なし
打撃攻撃しかしてこないが、上記のモンスターに比べてステータスが高めである。「薬草」または「弟切草」を投げつけると一撃で倒せる。
わらいぶくろ
特殊能力：ゴールドを盗む/ワープする
ダメージを与える攻撃は一切してこないが、トルネコの所持するゴールドを盗む（様子を見る場合もある）。ゴールドを盗むと同じ階層の別の場所へワープし、その後はトルネコから逃げ回る。倒せば盗まれたゴールドを取り戻せるが、攻撃して倒せないと再度ワープしてしまうことがある。ゴールドを盗まれる前に倒すと、必ず多額のゴールドを落とす。トルネコの所持金がゼロの場合や「封印の杖」を使った場合は「様子を見る」しか行わない。
ダンジョン内にゴールドが落ちている場合、トルネコに接近せずそのゴールドを目指して進み、到着後はトルネコが手を出すまでゴールドの上に留まり続ける。1つのゴールドに複数のわらいぶくろが群がることもある。
本作品において、力尽きたトルネコの所持金の半額を回収する役割をこなす。
きめんどうし
特殊能力：バシルーラを唱える
通常攻撃のほか、バシルーラを唱えてくることがある。バシルーラを唱えられると、同じ階層の別の場所へ飛ばされる。飛ばされた場所が起きているモンスターの隣だった場合は、そこで即攻撃されてしまう。飛ばされた場所によって危機的な状況に陥るケースはあるが、モンスターハウスなど周囲に多数のモンスターがいる場合は逆に危機回避に利用できることもある。「聖域の巻物」の上に乗っている場合は、通常攻撃はもちろんバシルーラを唱えられることもない。
ベビーサタン
特殊能力：アイテムを盗む/ワープする
普段は眠り続けており、トルネコが攻撃すると目覚める。モンスターハウスでは、トルネコが入るとすぐに目覚める。ダメージを与える攻撃は一切してこないが、トルネコの所持するアイテムを1つだけ盗む（様子を見る場合もある）。装備している武器・盾・指輪は盗まないが、矢は装備していても盗まれることがある。聖域の巻物の上にいるときは盗まれない。
アイテムを盗んだ後は、わらいぶくろと同じくワープして逃走する。倒せば、盗まれたアイテムをそのまま取り戻せる。ただし、「聖域の巻物」に関しては、盗まれた後に倒してもその場に貼りついてしまうので回収できない。持ち物を盗まれる前に倒すと、必ず何らかのアイテムを落とす（マイナス効果のアイテムを落とす場合もある）。「封印の杖」を使うと「様子を見る」しか行わない。
ちょっと不思議のダンジョンから登場するが、ちょっと不思議のダンジョンでは不思議のダンジョンやもっと不思議のダンジョンよりも早い階層で出現する唯一のモンスターである。そのため、ちょっと不思議のダンジョンの行きの時点では、まともに戦ってもアイテムを盗まれずに倒すことはほぼ不可能。
本作品において、力尽きたトルネコの所持アイテムをすべて回収する役割をこなす。
キメラ
特殊能力：なし
通常攻撃のみだが、登場する階層のモンスターの中では攻撃力が高め。ちょっと不思議のダンジョンでは、最強のモンスターである。
はぐれメタル
特殊能力：トルネコから逃げる動作/2倍の速度で移動/2回連続攻撃/ワープする/受けたダメージを1にする
出現確率が低い上に、普段はトルネコから逃げるように2倍の速度でダンジョン内を動き回る。最初から眠っている状態でいることがないので、いることに気づきにくい。HPは3と低いが、攻撃アイテムによるダメージ含めほとんどのダメージを1にし、さらに攻撃を受けると外れた場合でもワープして別の場所に逃げる。「メダパニ草」「メダパニの杖」などで混乱させた場合や、「目つぶし草」「封印の杖」で特殊能力を封印した時のみ攻撃してくるようになる（「目つぶし草」を使った場合は2倍速と2回連続攻撃だが、「封印の杖」を使った場合は通常速度と1回攻撃になる）。攻撃力はゴーレム並みの高さを誇るので、早く倒したいあまりに安易に特殊能力を封じないように注意。「まどわし草」を投げつけた場合は、2倍速で逃げ回る行動は変わらないが攻撃されてもワープを全くしなくなる。
経験値が500もあり、倒すと必ず「幸せの種」を落とす。「分裂の杖」の使い道は、はぐれメタルを増殖させることが第一目的と言っても過言ではない。
さまようよろい
特殊能力：なし
特別な行動や特殊能力はないが、HP・攻撃力・防御力のいずれもバランスよく高いステータスとなっている肉弾戦型のモンスター。
くさったしたい
特殊能力：くさった液を吐く
くさった液は装備している盾をさびさせる効果があり（くさった液を吐かず、様子を見る場合もある）、くさった液を吐かれると盾の強さが1ポイント低下する（剣への影響は全くない）。ダメージを与える攻撃は一切してこないため、盾を装備から外すか、「メッキの巻物」で盾にメッキをしておくか、さびない盾を装備すれば全く脅威はない。「聖域の巻物」を足元に置いた場合でも、くさった液を吐かれることはない。「薬草」「弟切草」を投げつけるとダメージを与えられ、弟切草なら一撃で倒せる。「封印の杖」を使うと「様子を見る」しか行わない。
イエティ
特殊能力：2倍の速度で移動
普段は4匹1組の集団で眠り続けており、トルネコが1組の中のどれか1匹でも攻撃すると、4匹が一斉に起き出して集団で襲ってくる。モンスターハウスでは、トルネコが入ると同時に4匹とも目覚める。ただし、「火炎草」や「いかずちの杖」などのダメージを与えるもの以外の草や杖を使った場合は、対象の1匹以外が目覚めることはない。1匹の攻撃力はそれほど高くないが、2倍の速度で移動するのと4匹で出現するためイエティの集団に囲まれると逃走が困難になる。ゴーストと同様に2回連続攻撃はしない。なお、他のモンスターに「変化の杖」を振ってイエティに変わった場合は、眠っているイエティ4匹で出現する。また、モンスター出現数の上限に達してしまっている場合は、3匹で出現するレアケースもある。
うごくせきぞう
特殊能力：石像に擬態・正体を明かすまでマップに認識されない
ダンジョン内に存在する石像は、序盤では普通の石像で動かない。だが、地下13階から地下21階までの石像には、普通の石像とモンスターとしての「うごくせきぞう」が混在するようになる。普段は移動しないために普通の石像と見分けがつかず、マップ上でも敵として認識されないが、「うごくせきぞう」の周囲1マスにトルネコが侵入すると突然攻撃してくるし、マップ上でのモンスター表示も現れる。ただし、普通の石像と違って部屋の入口や階段の上や迷路内に出現することもあるため、出現する位置次第ではあらかじめ見分けがつけられる。攻撃力・守備力とも高めで、さまようよろいの上位互換のようなステータス。モンスターハウスでは、トルネコが部屋に入ると同時に動き出してくる。
離れた場所からうごくせきぞうにアイテムや矢を使うとダメージを与えられてこちらに向かってくる行動を取り、普通の石像に対してアイテムや矢を使っても石像の周囲に落ちるため、アイテムや矢で見分けて先手を取られないようにすることも可能。
うごくせきぞうだけでなく普通の動かない石像も地雷や爆弾岩の爆発で破壊されるが、動かない石像も破壊時のグラフィック（動き）がなぜかうごくせきぞうと同じようにダメージをくらった体勢になってから消滅する。そのため、動かさないうちに爆発で消滅させた場合は、うごくせきぞうだったのかどうかは判断できない。
爆弾岩
特殊能力：爆発する
HPが一定値より低下すると攻撃・移動を止め、さらにHPが低下すると自爆する。爆弾と名前だけあって火炎草で攻撃しても爆発する。爆風は、爆弾岩の周囲2マスの範囲で、範囲内にあるモンスター・アイテム（床に貼り付いた「聖域の巻物」を含む）を消し去る。トルネコが爆風を受けると、HPが1になる（すでにHP1の場合は力尽きる）。しかも聖域の巻物の上に乗っても爆風は防げない。また、爆発させた場合は経験値は得られない。基本は、停止するまで攻撃をして、停止したらその場に放置して立ち去るのがセオリーになる。ただし、通路の入り口や途中で停止させると、道をふさいでしまうことになるので注意（遠くから矢やアイテムで爆発させていなくさせることは可能）。
爆風の範囲に他の爆弾岩がいた場合、その爆弾岩は残りHPに関係なく無条件で「誘爆」する。トルネコが2匹以上の爆弾岩と隣接しているときにそのうちの1匹を爆発させると、他の隣接する爆弾岩も爆発するため、即座に力尽きる。ただし、ワナの地雷の爆風を受けた場合は誘爆せず他のモンスター同様に消滅する。
モンスターが爆発に巻き込まれても、そのモンスターの経験値は得られないが、アイテムやゴールドは、通常倒した場合と同様に落とす可能性がある。笑い袋が爆発に巻き込まれた場合はゴールドを、ベビーサタンが巻き込まれた場合はアイテムを必ず落とす。
「封印の杖」を使うと爆発しなくなるが、HPを低下させても倒すまで途中で停止せずに攻撃し続けてくるようになる。また、爆発するダメージ域を一気に超えるダメージを与え、一撃でHPを0にした場合は、爆発せずに倒せる。爆発させずに倒した場合は経験値30ポイントが入るし、アイテムを落とすこともある。「もろはの杖」を使って残りダメージを1にしても爆発はせず停止し、その後に1以上のダメージを与えれば倒して経験値を得られる。ただし、アイテムを投げつけて0ダメージだった場合は爆発してしまうので注意。
まどわし、メダパニ、目つぶし、ラリホーは、停止をなくすだけで爆発を防ぐ効果はないので注意。
13階から27階まで出現するモンスターであり、99階まで出現するモンスターを除いて最多階数での登場チャンスを誇る。
ゴーレム
特殊能力：なし
HP・攻撃力・防御力のステータスがこれまでのモンスターと比べて格段に高い。受けるダメージ量が大きく、戦闘が長引きやすい。
どろ人形
特殊能力：ふしぎなおどり
ときどき踊るふしぎなおどりは、トルネコのレベルを1つ下げる効果がある（厳密には獲得してきた経験値を下げられ、次のレベルまで残り経験値1の状態になる）。戦闘が長引くと、レベルをいくつも下げられて戦闘能力が低下させられる（ちなみに、レベル1の状態でふしぎなおどりをされると力尽きる）。ステータスは大したことないので、アイテムを使ってふしぎなおどりを封じれば脅威はない。「聖域の巻物」の上にいれば、通常攻撃はもちろんふしぎなおどりをされることもない。
マドハンド
特殊能力：足元をつかむ
一切移動せずその場に留まり続けるが、モンスターハウスを除いて眠っているケースはない。マドハンドの周囲1マスにトルネコが入ると、1ターン目で必ず足元をつかみ、その場からトルネコが移動できないようにする。周囲にアイテムが落ちている場合や、階段の周り・通路の入り口付近などに出現することも多く、うかつに近づくことで掴まれやすくなる。足元が階段の場合でも、倒すまで階段の昇降ができなくなる。モンスターハウスなど、敵が密集している状態で動きを封じられると非常に危険。マドハンド自体は攻撃力は低くて単体相手ならやられることはまずないが、動けない状態でほかの強いモンスターを対処しなくてはいけなくさせてくるのがやっかいである。
ただし、足を掴まれた状態でルーラ草を飲んだ場合やきめんどうしにバシルーラを使われた場合は別の場所へ移動する。また、足をつかまれたあとでも、「封印の杖」「メダパニの杖」や「メダパニ草」「目つぶし草」「ラリホー草」を使えば、足をつかまれていない状況にしてその場を離れることができる。足を掴まれる前に遠くから「封印の杖」を使った場合、近づくと足を掴まずにいきなり攻撃してくる。
倒してもアイテムは落とさない。意外だが、99階まで出現してくるモンスターの1つ。ただし、27階～31階には出現しない。
ミミック
特殊能力：アイテム・階段に化ける
アイテムや階段に化けている。トルネコがそのアイテムや階段の上に乗ろうとすると正体を現し、向こうから先に攻撃してくる。攻撃力がうごくせきぞうよりも高くて意外とあなどれないため、HPが低いときにアイテムを安易に取ろうとしてミミックだった場合はかなり危険な状況に陥る場合がある。ミミックが化けているアイテムや階段の上に他のモンスターは乗ることができるので、モンスターが上にいたからと言ってミミックではないという判断はできない。
アイテムが本物であるかミミックであるかを確実に識別する方法はないが、本来その階では落ちていないはずの「鉄の金庫」「しあわせの箱」が落ちている場合や、最初はなかったアイテムが新たに出現している場合は、ミミックが化けていることが確定。そのほか、ダンジョンを移動している間に新たなアイテムの出現を把握してミミックを避けることも可能である。また、「変化の杖」でミミックに変わった場合はアイテムか階段の姿なので、そのまま触れずに戦闘を避けることも可能。ただし、ミミックと確定しても化けている姿のときに先に攻撃することは一切できないし、「封印の杖」などの杖の効果を与えることもできない。ただし、「地獄耳の巻物」を使うかモンスターハウスに入ると、その時点でその階にいるすべてのミミックが正体を現すので、こちらが先手を取ることができる。
ちょっとした豆知識で、モンスターの出現数が上限に達していると、アイテムや階段に化けた姿から正体を現した瞬間に消えてしまう演出となる。
アイテムに化けるくせに、アイテムを落とすことはない。経験値も30と低めなので、戦う余裕がなく回避できるのであれば無理に戦う必要はない。
シャドー
特殊能力：透明で姿が見えない/不確定な動き
透明なために姿が全く見えず、攻撃されても「見えない敵」としか表示されない。またドラキーと同様に不規則に動くため、部屋で攻撃された場合は居場所を判別しにくい。こちらが対峙せずに逃げた場合、不規則な動きをしながらも部屋の中ではなんとなくついてきて攻撃してくるが、通路を通ってほかの部屋までついてくることはない（通路の途中くらいまではついてくることがある）。
「目薬草」を飲むか、「シャドーの指輪」を装備すると姿が見えるようになる（モンスター名もシャドーと表示される）。また、「地獄耳の巻物」を読むかモンスターハウスに入ってモンスターの位置が判別できるようになると、その階のすべてのシャドーが姿を現し、その後に出現したシャドーも姿が見える。「薬草」「弟切草」を投げつけるとダメージを与えられ、弟切草なら一撃で倒せる。倒してもアイテムは落とさない。
おおめだま
特殊能力：にらみつける
にらみつけはトルネコを混乱させる効果があり、数ターンに渡って攻撃と移動方向がでたらめになる（効果はメダパニ草と同じ）。トルネコが混乱している間は、通常攻撃しかしてこない。にらみつけ攻撃の有効範囲は、部屋だと全体、通路だと周囲1マス分である。同じ部屋にいれば画面外からでもにらみつけてくるため、大部屋のモンスターハウスでは対処のしようがないケースもある。聖域の巻物の上に乗っていても、にらみつけられるのは防げない。
「目つぶし草」を投げつけるとにらみつけを封じることができる。また「目つぶし草」を自ら飲んだ場合、効いている間は周囲は見えなくなるため、にらみつけによる混乱の影響を受けない。また、混乱させられても「弟切草」「毒草」を飲むことで混乱を直すことができる（薬草は混乱を治せない）。矢を射る、杖を振る、アイテムを投げるなどの行動は、混乱中でも向いている方向に飛ばせる。
攻撃力と守備力がゴーレムとほぼ同じでHPはゴーレムより高いという、ゴーレムの上位互換のステータスなので、にらみつけを対処してもかなりやっかいなモンスターである。99階まで出現してくるが、30階と31階では出現しない。
ギガンテス
特殊能力：なし
ゴーレムの攻撃力だけが格段に高くなったようなステータスで、攻撃力は全モンスターで2位タイの高さ。出現するはじめのうちは、アイテムを使ったり遠くから矢で攻撃するなどして倒したい。
マネマネ
特殊能力：違うモンスターに化ける
ステータスはHPが高いだけ（ドラゴンに次ぐ2番目の高さ）で、攻撃力も守備力も上層階のモンスター程度（きめんどうしくらい）の弱さだが、違うモンスターの姿に化けていることで強力なモンスターや厄介な特殊能力を持つモンスターと思わせてくる。本来の姿でいることはなく、必ず化けた状態で出現する。倒すと、最後にマネマネ本来の姿が一瞬見えて消滅する。倒しても経験値が20と低く、アイテムを落とすことはないので、強いモンスターと錯覚してアイテムを無駄に使ってしまわないように見分けることが必要。しかし、見た目の姿だけでなくモンスター名の表示や攻撃音などもその化けているモンスターと同じなので、画面上の要素で判別することは難しい。
化けていてもステータスは変わらないので、トルネコが受けるダメージ量があきらかに低かったりこちらが与えるダメージ量があきらかに多かったりしたらマネマネである。また、特殊攻撃を全くしてこない場合もマネマネの可能性がある。「分裂の杖」を振って、分裂したのが違うモンスターだったらマネマネ確定。「封印の杖」を振ると、本来のマネマネの姿に戻って体当たり攻撃をしてくる。なお、ミミックと違って、モンスターハウスでも「地獄耳の巻物」を使っても本来の姿には戻らないので、本来の姿のマネマネと対峙するには「封印の杖」を使うしかない。
マネマネが化ける対象は、その階層に出現するモンスターたちに限定される。上層階で「変化の杖」を使ってマネマネに変わった場合でも、その階層に出現するモンスターの姿に化けた状態で出現する。逆に言えば、「変化の杖」を使った際にその階層には出現しないモンスターに変わった場合は、そのモンスターはマネマネの可能性はない。また、マドハンド、ミミック、シャドー、シルバーデビルには化けない。はぐれメタルに化けることはあるが、眠っていたり通常の速度で近づいてきて攻撃したりするのですぐに見分けられる。
ミステリードール
特殊能力：HP/ちからを吸い取る
通常攻撃をしてくるか、トルネコのちからを吸い取ってくる。「ちからを吸い取る」は、HPまたはちからの最大値を削り取るステータス攻撃で、1回の吸い取り攻撃で最大HPを5ポイント、またはちからの限界を1ポイントを吸い取られる。
吸い取り攻撃は連続でしてくることもあり、戦闘が長引けば最大値をどんどん下げられてしまう。なお、ちからの限界値が1のときにちからを吸い取られても何も起こらないが、最大HPが5以下のときにHPを下げられるとトルネコは力尽きてしまう。聖域の巻物の上に乗れば、通常攻撃のほか吸い取りも回避できる。吸い取られたステータスは、HP満タンの時に「薬草」「弟切草」を飲むか、力の値が満タンの時にちからの種を飲むことで回復させていくことは可能。連続で吸い取り攻撃をされた場合は、かなりの戦力低下に陥る危険性がある。高レベルで相当に強化された剣と盾を装備していても、深層に向かっていくときは長期的に見て非常に厄介かつ脅威となるモンスターである。99階まで出現するが、途中の30階と31階では出現しない。
もっと不思議のダンジョンでは、「人形よけの指輪」を装備していれば吸い取りを無効化できる。また、「毒消しの指輪」を装備していればちからの限界値を下げるのを無効化できる（最大HPは下げられてしまう）。「目つぶし草」「メダパニ草」を投げれば吸い取りをしなくさせることができ、「毒消し草」を投げると50ダメージを与えたうえで吸い取りも封印できる（ちからの種には50ダメージと封印の効果はない）。
これだけ厄介なモンスターなのに、倒してもアイテムを落とすことはない。
シルバーデビル
特殊能力：2倍の速度で移動/2回連続攻撃
2倍の速さで移動するうえに、ゴーストやイエティと違って2回連続攻撃をしてくる唯一のモンスター。逃げようとしても、攻撃されながら追われることになる。攻撃力はミミックと同程度だが、2回攻撃を両方くらってしまうとギガンテスやアークデーモンと同程度のダメージを受けることになる。また、アイテムを落とす確率が高め（約1/3）。
「封印の杖」か「ボミオスの杖」を使えば、通常の速さと1回攻撃にすることができる。通常速度になったところに、さらに「ボミオスの杖」を使えば、トルネコの半分の速度にできる。
アークデーモン
特殊能力：なし
攻撃力が高い肉弾戦型のモンスターで、ギガンテスと比較して攻撃力は同じだがHPと守備力が高い上位互換のモンスター。特殊能力はない。
ドラゴン
特殊能力：炎を吐く
本作品の最強モンスターで、遠距離からでもダメージ20ポイント前後の炎を吐いてくることがある。トルネコとドラゴンが同じ直線上に位置する場合、接近せずに遠くから炎で一方的に攻撃され続けることもある。トルネコと隣接している場合でも、通常攻撃ではなく炎で攻撃してくる場合がある。炎ははずれることがない上に、「聖域の巻物」に乗っていても吐かれてしまう。ただし、「火炎草」のように炎で足元のアイテムが消滅することはない。リリパットと同様に、間に敵がいるとその敵に炎が当たり、倒すとドラゴンに経験値が入ってレベルが上がったりする。「封印の杖」を使うか、混乱・目つぶし状態にすると通常攻撃しかしなくなる。盾の「ドラゴンシールド」を装備すると炎のダメージを半減でき、剣の「ドラゴンキラー」を装備しているとドラゴンへの物理的なダメージを倍にできる（矢で与えるダメージも倍になる）。
HPと攻撃力が全モンスターで最も高く、通常攻撃で受けるダメージ量は相当に大きい。吐いてくる炎に注意がいきがちだが、相当に強化された盾を装備していない限り通常攻撃のほうがダメージ量が大きい。
経験値が3000と全モンスターで格段に高い（2番目に高いアークデーモンは750）。また、アイテムドロップでも100％のベビーサタンを除いた全モンスターで最も高い確率（約3/4）となっている。

## 開発
『ローグ』を基にしたゲームの製作は経営企画室にいた長畑成一郎の提案によるが、当時の日本ではパソコンゲームをプレイしない人にはローグライクゲームはほとんど認知されていなかった。死ぬと最初からやり直しになったり、毎回マップが変化したりするなど、従来日本で発売されてきたコンシューマーゲームのコンピュータRPGにないゲームシステムの取っ付きの悪さをカバーするため、『ローグ』に比べ、以下のような点を異にしている。
- 音響が付加され、グラフィックの質が向上している。
- キャラクターの向きの概念が追加され、アクションロールプレイングゲームのように直感的な操作が可能となった。
- 主人公や敵キャラクター、登場アイテムや呪文など、ドラゴンクエストシリーズの設定を取り入れている。
- 主人公は人格を持つ一人の人間である。力尽きて冒険に失敗しても死亡するのではなく、倒れて気絶し身ぐるみを剥がされてダンジョンから追い出され、同一人物が再挑戦する設定である。ただし同一人物ながら一度冒険が終了すると経験値はすべて失いレベルも1に戻されるため、『ローグ』と同様に次のダンジョン探索では最初からやり直しとなる。
- 条件を満たせば、何らかの理由で地上に無事生還した場合、持ち帰ったアイテムを次のダンジョン探索に携行できる。
- ダンジョン探索終了時の点数の累積により、目的のアイテムを持ち帰れなかった場合でも、ストーリーが進行していく部分がある。
- 複数のダンジョンが用意され、それぞれ登場アイテムや不確定名で登場するアイテム種類の範囲が異なる。

獲得したお金の額が「ハイスコア」としてランキング表示される点は従来のロールプレイングゲームとは趣旨が異なる。本作においてお金はスコアと店の発展にのみ影響する要素であり、店での売買はない（後のシリーズでは登場する）。
ローグ系列のゲームは「ダンジョンという限定された状況下で与えられた条件をクリアする」という状況対応型のゲームであり、そして『ローグ』そのものの「アイテムがたくさん眠るダンジョンの地下深くから宝を持ち帰る」という目標設定が「世界一の商人を目指す」というトルネコのキャラクター性にマッチしていたため、トルネコが主人公に採用された。また、ドラゴンクエストシリーズの設定とキャラクターが採用された理由は、もともと知名度が低くマニア性の高いゲームであったローグライクゲームの間口を、一般向けに広げるためであった。
現在のゲームソフト開発と異なり、第1作の開発は中村がやりたいと言い出すとすぐに稟議や予算も通さず「やっちゃえ、やっちゃえ」という感じでいきなりブレインストーミングに入り、作業分担も明確ではなかった。また、開発に先んじて参考となる『ローグ』のシステムを周囲に説明した際の周囲の抵抗感は相当なもので、話をするうちに徐々に他のスタッフが「いや、ほかの仕事で忙しいんで……」と逃げるようになった。

## 音楽

### サウンドトラック
†は廃盤。
- † 『CDシアター トルネコの大冒険 不思議のダンジョン』（1994年）
- † 『すぎやまこういち 組曲「トルネコの大冒険」 〜音楽の化学（バケガク）〜』（ソニー・ミュージックエンタテインメント、SRCL-2731、1993年10月21日）
すぎやまこういち指揮。室内管弦楽団によるオーケストラ演奏とゲーム音源を組み合わせて一つの組曲として演奏されており、オーケストラ演奏の音源はその後のシリーズに使用されている。
- 『すぎやまこういち 組曲「トルネコの大冒険」 〜音楽の化学（バケガク）〜』（キングレコード、KICA-1476、2009年10月7日）
すぎやまこういち指揮。室内管弦楽団によるオーケストラ演奏とゲーム音源を組み合わせて一つの組曲として演奏されており、オーケストラ演奏の音源はその後のシリーズに使用されている。

## スタッフ
- 企画：福沢正、麻野一哉、長畑成一郎
- ディレクション：福沢正
- オリジナル「ドラゴンクエストIV」シナリオ&デザイン：堀井雄二
- キャラクター・デザイン：鳥山明
- 音楽：すぎやまこういち
- プログラム・チーフ：山森丈範
- セカンド・チーフ：福田裕二
- プログラム：根本賢二、川島誉、板野英史、ぬまたきよし
- グラフィック・デザイン・チーフ：原田久美子
- グラフィック・デザイン：佐々木真治、小泉冬彦、落合信也、佐藤圭子
- サウンド・プログラム・チーフ：三俣千代子
- サウンド・プログラム：中嶋康二郎、加藤恒太
- 宣伝・広報：中西一彦、からさわひろえ
- プロデュース：中村光一

## 評価
- ゲーム誌『ファミコン通信』の「クロスレビュー」では、9・7・8・8の合計32点（満40点）でゴールド殿堂入りを獲得[5]、レビュアーからの肯定的な意見としては「マニアックになりがちなゲームなんだけど、うまく『ドラクエ』の世界観を導入しているせいで本当に入り込みやすくなっている」、「緊張感あるし、自由度も高い。一度潜るとかなり熱中できる」、「1度ハマったらやめたくなくなるようなフィーチャーが多い」、「『ローグ』のおもしろさをしっかり消化して、『ドラクエ』の世界にうまく溶け込ませてる」などと評されているが、否定的な意見としては「戦闘中心の普通のRPGだと思うと失敗します」、「『ドラクエ』がらみじゃなかったら、こんなにハマんなかったかもしれない」などと評されている[5]。

- ゲーム誌『ファミリーコンピュータMagazine』の読者投票による「ゲーム通信簿」での評価は以下の通りとなっており、22.7点（満30点）となっている[4]。

| 項目 | キャラクタ | 音楽 | お買得度 | 操作性 | 熱中度 | オリジナリティ | 総合 |
| 得点 | 3.4        | 3.8  | 3.6      | 3.9    | 4.1    | 3.9            | 22.7 |

- 1993年度日本ソフトウェア大賞にて、大賞を受賞している。
- キャッチコピーは「1000回遊べるRPG」であるが、2018年時点で4000回以上プレイした人物により詳細な情報が公開されている[6]。

## 関連作品

### 攻略本
- Vジャンプブックスゲームシリーズ トルネコの大冒険 不思議のダンジョン
- トルネコの大冒険 不思議のダンジョン 公式ガイドブック（ISBN 4-87025-732-7）

### 漫画
トルネコ一家の冒険記（脚本：小松崎康弘、作画：村上ゆみ子）
『ドラゴンクエスト4』や『トルネコの大冒険』で語られたごく基本的な設定のみ借りたパラレルストーリーで、直接のつながりは無い（巻末に著者村上が記すところによる）。
トルネコの大冒険 4コママンガ劇場シリーズ（表紙：村上ゆみ子、漫画：栗本和博、池野カエル、魔神ぐり子など）
本作を4コマ漫画化したもの。第4巻まで発売。

### その他関連書籍
小説 トルネコの大冒険 不思議のダンジョン（著：とまとあき、塚本裕美子、ISBN 4-87025-767-X）
『トルネコの大冒険』のノベライズ。小説『ドラゴンクエスト』シリーズとは著者が異なり、概ね原作のストーリーに忠実な内容となっている。
ゲームブック トルネコの大冒険 不思議のダンジョン（1巻：ISBN 4-87025-747-5、2巻：ISBN 4-87025-759-9、3巻：ISBN 4-87025-804-8）
『トルネコの大冒険』のゲームブック（『エニックスオリジナルゲームブック』シリーズ）。全3巻。
1巻と2巻はストーリーが繋がっており、それぞれ1巻が「不思議のダンジョン」、2巻が「もっと不思議のダンジョン」を冒険することになる。
3巻は前2作とは繋がらないパラレルなストーリー（1巻の冒頭と同じく最初から開始）となっており、1冊で「不思議のダンジョン」と「もっと不思議のダンジョン」を冒険できる。
ドラゴンクエスト・キャラクターズ トルネコの大冒険 不思議のダンジョン 公式ファンブック しあわせの箱（ISBN 4-924978-35-3）
『トルネコの大冒険』シリーズのファンブック。プレイヤーから報告された情け無い・理不尽な「死に様」を集めた企画などがある。『風来のシレン』シリーズのファンブック『ビックリの壷』と同様のコンセプトで編集されている。